# Bouda Etemad
Bouda Etemad, né le 29 janvier 1949, est un historien iranien et suisse, spécialiste de l'histoire économique des empires coloniaux européens.

## Biographie

### Carrière
Bouda Etemad est né le 29 janvier 1949. Il possède les nationalités iranienne et suisse. Après une licence en sciences sociales à l'université de Genève, il soutient en 1982 une thèse d'économie, dirigée par Paul Bairoch, dont le titre est Pétrole et développement. Irak, Iran, Venezuela (1900-1973).
À partir de 1989, Bouda Etemad poursuit sa carrière à l'université de Lausanne, où il est successivement professeur ordinaire remplaçant, puis professeur invité et enfin professeur en 1998. Il travaille également à l'université de Genève, comme maître d’enseignement et de recherche de 1990 à 2004 puis comme professeur titulaire à partir de 2005. Il est professeur honoraire de l'université de Lausanne à partir de 2014.

### Historien économiste des empires coloniaux
Dans sa thèse consacrée aux liens entre le pétrole et le développement en Irak, en Iran et au Venezuela jusqu'au premier choc pétrolier, Bouda Etemad démontre que la manne pétrolière est plutôt un frein qu'un accélérateur du développement. Avec Paul Bairoch, il publie ensuite une analyse statistiques des exportations des pays colonisés au XIXe siècle et dans le premier tiers du XXe siècle,,,.
En 2000, Bouda Etemad publie une étude intitulée La possession du monde. Poids et mesures de la colonisation, dans laquelle il cherche à mesurer grâce à un appareil statistique le coût humain — finalement assez faible pour les métropoles — des conquêtes coloniales et à comparer les empires coloniaux européens,,,,. Cet ouvrage est ensuite traduit en anglais,. Dans son livre suivant, il interroge, toujours appuyé sur des statistiques, l'utilité des empires coloniaux . Il conclut que l'apport colonial n'est pas forcément décisif pour le décollage économique de l'Europe mais destructeur pour les sociétés colonisées, qui s'avèrent de moins en moins utiles aux métropoles,,. Le dernier ouvrage de cette trilogie essaye de quantifier les crimes coloniaux et leurs réparations,,.
Seul ou collectivement, Bouda Etemad publie plusieurs ouvrages consacrés à l'histoire coloniale de la Suisse, analysant le poids des produits du tiers-monde dans le développement économique de la Suisse, la participation des Suisses à la traite, à l'esclavage et au mouvement antiesclavagiste,,,.

## Principales publications

### Ouvrages personnels
- Pétrole et développement : Irak, Venezuela, Iran : 1900-1973, Berne, Peter Lang, coll. « Collection des thèses de la Faculté des sciences économiques et sociales de l'Université de Genève » (no 291), 1983, 490 p. (ISBN 9783261032836).
- La possession du monde : Poids et mesures de la colonisation, XVIIIe – XXe siècles, Bruxelles, Complexe, coll. « Questions à l'histoire », 2000, 352 p. (ISBN 978-2-87027-783-6)[8],[9],[10],[11],[12].

Traduction : (en) Possessing the world : taking the measurements of colonisation from the eighteenth to the twentieth century, New York Oxford, Berghahn Books, 2007, 252 p. (lire en ligne),.
- De l'utilité des empires : Colonisation et prospérité de l'Europe (XVIe – XXe siècle), Paris, Armand Colin, 2005, 332 p. (ISBN 978-2-200-26640-0)[15],[16],[17].
- Crimes et réparations : L'Occident face à son passé colonial, Bruxelles, André Versaille, 2008, 203 p. (ISBN 978-2874950032)[18],[19],[20].
- L'héritage ambigu de la colonisation : Économies, populations, sociétés, Paris, Armand Colin, coll. « Collection U », 2012, 238 p. (ISBN 9782200281335, lire en ligne).
- Empires illusoires : Les paris perdus de la colonisation, Paris, Vendémiaire, coll. « Chroniques », 2019, 235 p. (ISBN 978-2-36358-326-0).
- De Rousseau à Dunant : La colonisation et l'esclavage vus de Genève, Lausanne, Antipodes, coll. « Histoire », 2022, 232 p. (ISBN 978-2-88901-229-9)[24],[25].

### Ouvrages collectifs
- Paul Bairoch et Bouda Etemad, Structure par produits des exportations du Tiers Monde, 1830-1937, Genève, Droz, coll. « Centre d'Histoire économique internationale », 1985, 204 p. (ISBN 978-2600042888)[4],[5],[6],[7].
- Bouda Etemad et Jean Luciani, Production mondiale d'énergie : 1800-1985, Genève, Droz, coll. « Publications du Centre d'histoire économique internationale de l'Université de Genève » (no 7), 1991, 272 p. (ISBN 2-600-56007-6, lire en ligne).
- Bouda Etemad, Jean Batou et Thomas David (dir.), Pour une histoire économique et sociale internationale : Mélanges offerts à Paul Bairoch, Genève, Editions Passé présent, 1995, 619 p. (ISBN 2940014116).
- Bouda Etemad et Thomas David (dir.), La Suisse sur la ligne bleue de l'outre-mer : Les Annuelles. Histoire et société contemporaines, t. 5, Lausanne, 1994, 146 p.[21].
- Thomas David, Bouda Etemad et Janick Marina Schaufelbuehl, La Suisse et l'esclavage des Noirs, Lausanne, Antipodes/Société d'histoire de la Suisse romande, 2005, 184 p. (ISBN 2-940146-52-7)[22],[23].
- Sandra Bott, Sébastien Guex, Bouda Etemad et David Gygax, Les relations économiques entre la Suisse et l'Afrique du Sud durant l'Apartheid (1945-1990), Lausanne, Antipodes, 2005, 428 p. (ISBN 2940146667).
- Bouda Etemad et Jean Batou (éditeurs), Le miracle suisse selon Paul Bairoch : Recueil d'articles, Genève, Librairie Droz, coll. « Publications d'histoire économique et sociale internationale », 2020, 208 p. (ISBN 9782600060547, lire en ligne)[26].

## Hommage
- Mélanges : Jean Batou, Frédérique Beauvois, Thomas David, Mathieu Humbert et Claude Lutzelschwab (dir.), Deux mondes, une planète : Mélanges offerts à Bouda Etemad, Lausanne, Les éditions d'en bas, 2015, 346 p. (ISBN 9782829005114).